# Docsvision
Docsvision — платформа для управления процессами и данными крупного бизнеса и госкомпаний. Современная масштабируемая CSP-архитектура позволяет создавать СЭД/ECM/BPM решения любого уровня сложности нагрузки. В состав платформы включены  Low-Code инструменты для кастомизации и настройки. Входит в ТОП-3 российских СЭД/ECM (по данным [www.tadviser.ru/index.php/%D0%A1%D0%AD%D0%94 обзора] аналитического портала TAdviser, декабрь 2021 г.).
Текущая версия Docsvision 5.5.

## Разработчик
Разработчик платформы Docsvision - компания «ДоксВижн». Президент компании и главный идеолог продукта - Владимир Андреев.
Компания создана в 2005 году на базе подразделения компании Digital Design, в которой группой разработчиков под руководством Андреева в 1998 году был создан первый прототип системы. Главный офис «ДоксВижн» расположен в Санкт-Петербурге, в 2014 году был открыт филиал в Орле.
Компания работает по вендорской модели: продажи и внедрения системы Docsvision осуществляют сертифицированные партнеры «ДоксВижн» — около 100 компаний в России и за её пределами.

## Назначение системы
Решения на платформе Docsvision предназначены для автоматизации как типовых задач документооборота, так и специализированных процессов:
- Автоматизация делопроизводства (базовая «канцелярия»)
- Создание электронных архивов
- Договорной документооборот
- Оперативное управление
- Управление бизнес-процессами
- Специализированные решения (внутренние заявки департаментов, УПИР, ЛНД, отраслевые и специализированные архивы, банковские процессы, управление закупками и другие).

Подобная гибкость обеспечивается технологическими возможностями low-code платформы (встроенные конструкторы, модули, приложения, интеграционные шлюзы, различные рабочие места (мобильный и почтовый клиенты)), а также наличием каталога готовых разработанных решений.

## Состав и архитектура системы
Система Docsvision включает в себя следующие компоненты:
- Платформу Docsvision. Компоненты, входящие во все редакции системы, реализуют базовую функциональность системы, средства хранения данных и доступа к ним, средства обеспечения безопасности, управление инфраструктурной информацией.
- Конструкторы – средства быстрой разработки и модификации прикладных решений на платформе.
- Приложения – прикладные решения. Реализуют конечную функциональность, автоматизирующую отдельные бизнес-процессы в компании.
- Технологические модули – средства обеспечения масштабирования платформы, а также средства интеграции с другими компонентами информационной системы предприятия. Например, модуль потокового ввода, модуль интеграции с операторами ЭДО)
- Клиенты платформы – обеспечивают доступ к системе с различных пользовательских устройств: Windows-клиент для работы с настольного ПК, web-клиент для работы с любого стационарного или мобильного устройства, почтовый клиент для работы через почтового агента и мобильное приложение на платформах iOS и Android.

Приложения и модули разрабатываются и распространяются как самой компанией, так и её партнерами и заказчиками.

### Архитектура системы
Архитектура платформы Docsvision 5.5 реализована в соответствии с современными подходами к реализации промышленных систем. Ориентирована на неограниченное масштабирование, возможности интеграции и удобство сопровождения.
Полное описание компонентов платформы доступно в каталоге на сайте компании-разработчика.
Сервер Docsvision базируется на платформе Microsoft (Windows Server, SQL Server, IIS, а также тесно интегрируется с Microsoft Exchange Server).
В состав платформы Docsvision входят шлюзы к:
- Файловой системе
- Электронной почте
- Microsoft SharePoint
- 1С:Предприятие